# 2030年亞洲運動會
2030年亞洲運動會（羅馬化：Dawrat al-ʼAl‘ab al-Asīawīah 2030）又稱為第21屆亞運會（羅馬化：Al 21 mn-Alīsyad）或杜哈2030，是將會於卡達杜哈舉辦的亞運會，也將會是杜哈繼2006年後第二次主辦亞運會。
亞奧理事會於2020年12月16日在阿曼馬斯喀特舉行的第39次全體大會選出杜哈為主辦城市，同時選出唯一的申辦對手沙地阿拉伯利雅德主辦2034年亞洲運動會。

## 申辦城市
- 多哈
- 沙烏地阿拉伯利雅德

## 外部連結
- 2030年杜哈亞運會官方網站 （页面存档备份，存于）

| 前任： 愛知-名古屋 | 亞洲運動會 多哈 XXI Asiad (2030) | 繼任： 利雅德 |